# Jeleń kaszmirski

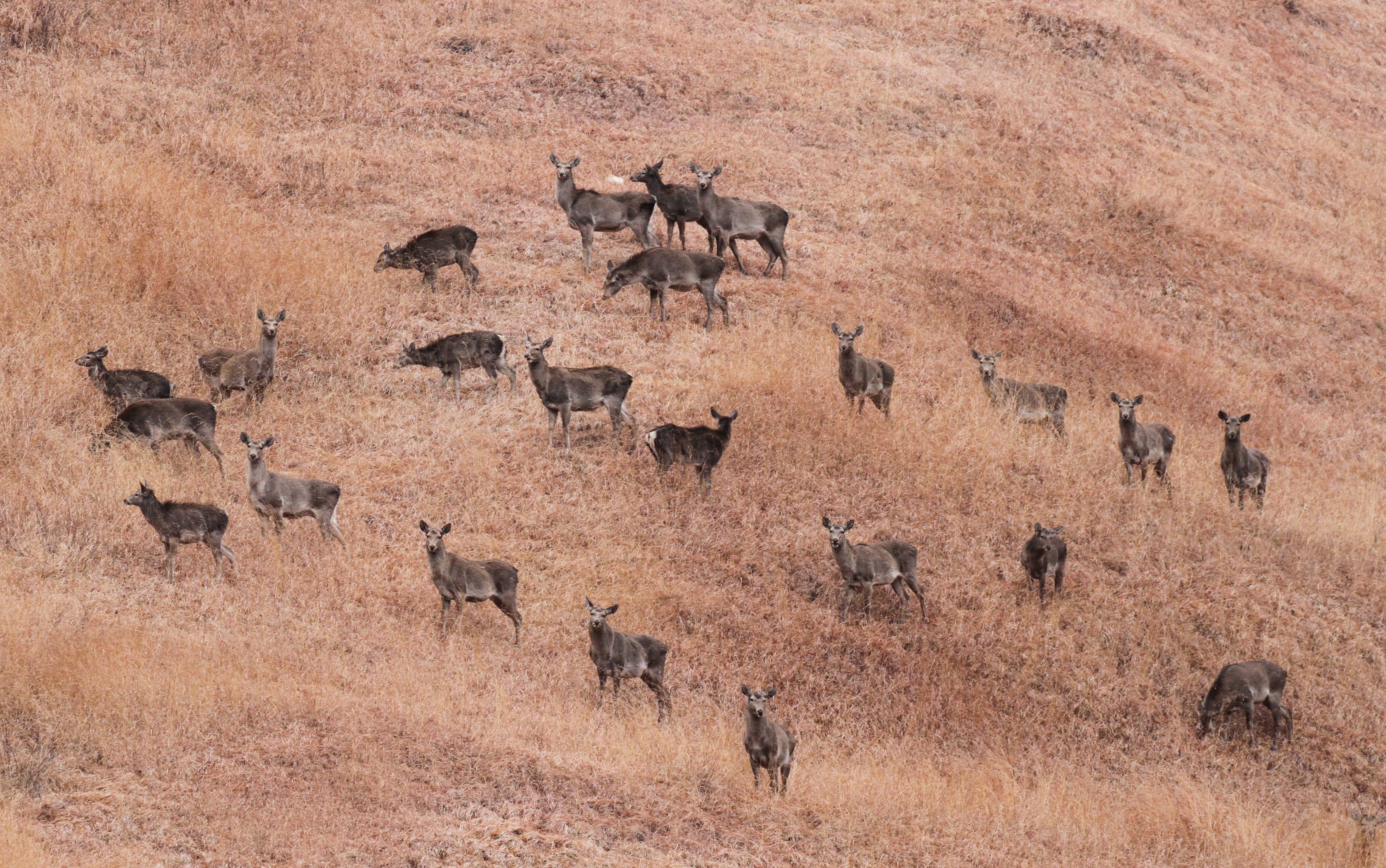
Ostatnia ocalała populacja hangułów w parku narodowym w Kaszmirze

Jeleń kaszmirski, hanguł (Cervus hanglu) – gatunek ssaka z podrodziny jeleni (Cervinae) w obrębie rodziny jeleniowatych (Cervidae).

## Występowanie
Jeleń kaszmirski występuje w zależności od podgatunku:
- C. hanglu hanglu – jeleń kaszmirski – północne Indie (Kaszmir).
- C. hanglu bactrianus – zachodni Turkiestan (Kazachstan, Uzbekistan, Tadżykistan i północny Afganistan).
- C. hanglu yarkandensis – jeleń bucharski – wschodni Turkiestan (południowy Sinciang, Chińska Republika Ludowa).

Zamieszkuje trawiaste równiny, a także leśne oraz górzyste tereny.

## Cechy morfologiczne
Długość ciała do 110 cm, ogona 30 cm, wysokość w kłębie do 130 cm. Masa ciała do 180 kg.
Futro w kolorze brązowobeżowym, spodem białawe. Poroże lirowato zakrzywione.

## Tryb życia
Żyje samotniczo lub w niewielkich stadach. Odżywia się pędami drzew i krzewów.

## Zagrożenia i ochrona
Hanguł zaliczany jest do zwierzyny, ale został objęty konwencją waszyngtońską  CITES (załącznik I).